# دانیل برنارد (بازیکن فوتبال)
دانیل برنارد (انگلیسی: Daniel Bernard; ۲۹ سپتامبر ۱۹۴۹ – ۹ آوریل ۲۰۲۰) بازیکن فوتبال اهل فرانسه بود.
از باشگاه‌هایی که در آن بازی کرده‌است می‌توان به باشگاه فوتبال استاد برستوا ۲۹، باشگاه فوتبال پاری سن ژرمن، باشگاه فوتبال رن، و باشگاه فوتبال موناکو اشاره کرد.
وی همچنین در تیم ملی فوتبال France youth بازی کرده‌است.